# Cyathostomini
Die Cyathostomini sind eine Tribus parasitischer Fadenwürmer mit über 200 Arten in 22 Gattungen. Die Cyathostomini wurden früher als eigene Unterfamilie Cyathostominae innerhalb der Strongylidae eingestuft. Es handelt sich um Darmparasiten, die vor allem bei Unpaarhufern auftreten. In der Tiermedizin werden die Cyathostomini in Abgrenzung von den „großen Strongyliden“ der Gattung Strongylus auch als „kleine Strongyliden“ bezeichnet. Sie gehören zu den medizinisch bedeutendsten Darmparasiten bei Pferden.

## Merkmale
Cyathostomini sind Strongyliden mit einer kleinen, zylindrischen Mundkapsel. Der Ovijektor der Weibchen ist vom Typ I und die Dorsalrippen der Bursa copulatrix der Männchen sind bei den meisten Gattungen ebenfalls vom Typ I.

## Lebenszyklus
Die adulten Würmer besiedeln das Lumen des Dickdarms. Weibchen geben nichtembryonierte Eier ab, die mit dem Kot in die Außenwelt gelangen. Hier embryonisieren sie und das erste Larvenstadium entsteht, welches aus dem Ei schlüpft und sich innerhalb einer Woche zweimal zur infektiösen Drittlarve häutet. Die Drittlarven werden beim Grasen oder beim Trinken kontaminiertem Wassers aufgenommen und besiedeln die Drüsen von Ileum, Blinddarm und Colon. Hier bilden sie Zysten und Knötchen in der Darmwand und Submukosa und setzen dort ihre Entwicklung fort. Schließlich wandern sie zurück in das Lumen, wo sie sich zu den Adulten entwickeln.

## Systematik
Hodda (2022) untergliedert die Tribus in sechs Untertriben und 22 Gattungen:
- Cyathostominii Nicoll, 1927 * (13 genera, 99 species) 312
  - Alocostoma Mawson, 1979
  - Caballonema Abuladze, 1937
  - Coronocyclus Hartwich, 1986
  - Cyathostomum Molin, 1861
  - Cylicocyclus Ihle, 1922
  - Cylicodontophorus Ihle, 1922
  - Cylicostephanus Ihle, 1922
  - Cylindropharynx Leiper, 1911
  - Gyalocephalus Looss, 1900
  - Hsiungia Kung & Yang, 1964
  - Petrovinema Ershov, 1943
  - Poteriostomum Quiel, 1919
  - Tridentoinfundibulum Tshoijo in Popova, 1958
- Eucyathosominii Lichtenfels, 1980
  - Eucyathostomum Molin, 1861
- Kiluluminii Lichtenfels, 1980
  - Kiluluma Skryabin, 1916
- Murshidiinii Lichtenfels, 1980
  - Khalilia Neveu-Lemaire, 1924
  - Murshidia Lane, 1914
  - Neomurshidia Chabaud, 1957
- Quiloniinii Lichtenfels, 1980
  - Quilonia Lane, 1914
  - Theileriana Moennig, 1924